# Graphiurus walterverheyeni
Graphiurus walterverheyeni — вид гризунів родини Вовчкові (Gliridae).

## Біологічний опис
Хоча новий вид нагадує G. crassicaudatus текстурою і забарвленням волосяного покриву, G. walterverheyeni виокремлюється не тільки набагато меншими розмірами тіла, про що свідчать значні контрасти у зовнішніх, черепних і стоматологічних показниках між двома видами, а й відмінностями у пропорціях.

## Ареал
Д. Р. Конго (центр басейну річки Конго).